# Pseudobombax tomentosum
Pseudobombax tomentosum är en malvaväxtart som först beskrevs av Carl Friedrich Philipp von Martius och Zucc., och fick sitt nu gällande namn av André Georges Marie Walter Albert Robyns. Pseudobombax tomentosum ingår i släktet Pseudobombax och familjen malvaväxter. Inga underarter finns listade i Catalogue of Life.

## Bildgalleri

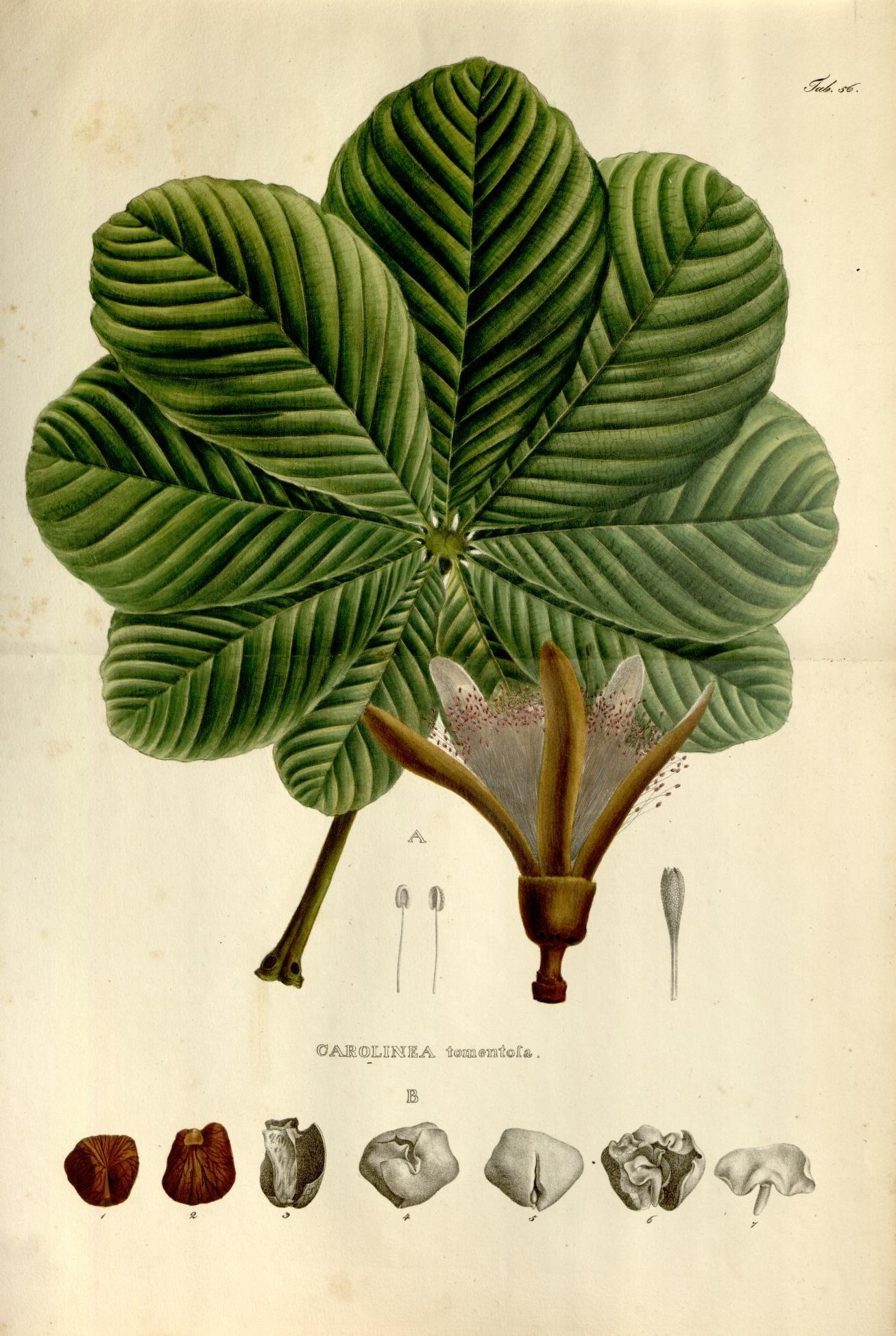
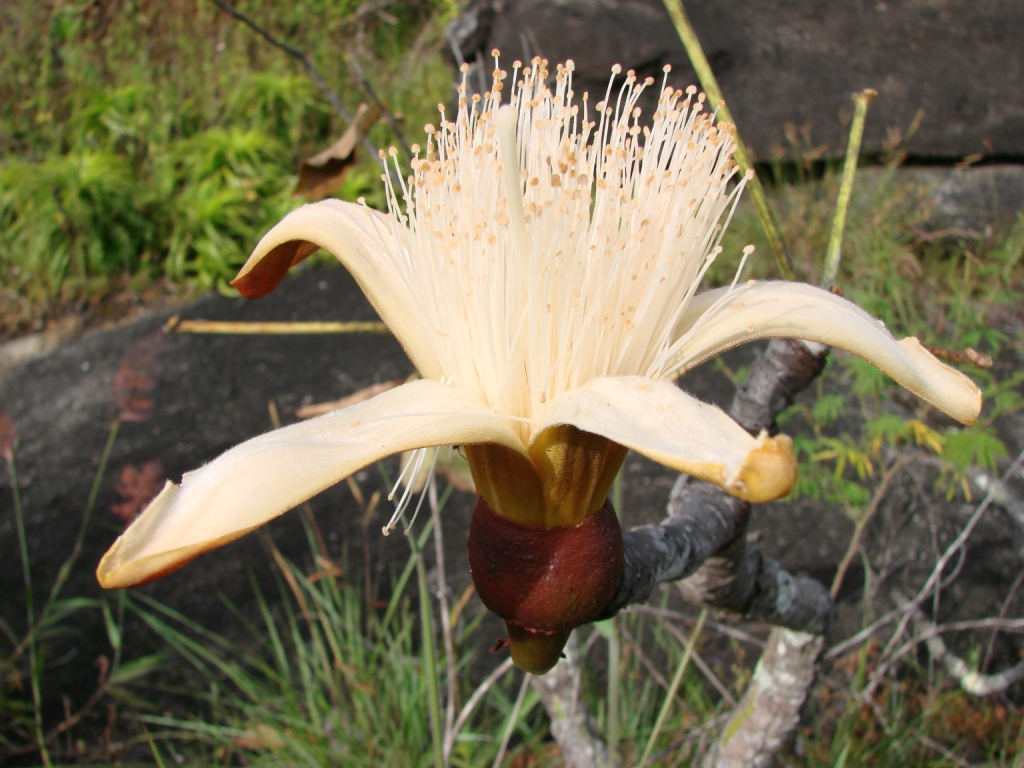